# Francisco Bermúdez de Sotomayor
Francisco Bermúdez de Sotomayor (Roma, 14 de juny de 1806 - Madrid, 20 de juliol de 1886). Va ser una figura molt reconeguda pels seus contemporanis pels seus coneixements de lingüística, numismàtica i arqueologia espanyol.

## Biografia professional
Bermúdez de Sotomayor va començar els seus estudis becat a París aprenent grec, llatí, àrab, xinès i jeroglífics egipcis.
El 1841 ingressa en la Biblioteca Nacional com ajudant al Museu de Medalles i Antiguitats de la biblioteca al costat de Castellanos de Losada. Després de la creació del Museu Arqueològic Nacional gràcies a la conformació del Museu de Medalles i Antiguitats de la Biblioteca Nacional passaria d'ajudant a cap de la secció de numismàtica del Museu Arqueològic Nacional.
Sota el seu mandat al Museu Arqueològic es realitzen importants ingressos a la col·lecció de numismàtica del museu, com la Col·lecció de monedes de Manuel de Góngora.
Després d'una llarga malaltia es va mantenir allunyat de la direcció del Museu i va ser substituït per Basilio Sebastián Castellanos de Losada que es va convertir en el seu successor després de la seva mort.

## Projectes
Al llarg de la seva vida va participar en nombrosos projectes com la fundació (al costat de Basilio Sebastián Castellanos, Pedro González Mate i Nicolás Fernández) de la Reial Acadèmia d'Arqueologia i Geografia del Príncep Alfons (1863-1868) (anteriorment coneguda com a Societat Arqueològica Madrilenya (1837), els objectius de la mateixa eran:
| « | difondre per tota la nació l'estudi i examen científic de les antiguitats en tots els rams del saber, cercar i publicar les obres inèdites d'autors espanyols que mereixin veure la llum pública, sempre que versin sobre punts arqueològics i històrics; evitar tan bon punt pugui la destrucció dels monuments antics espanyols, i en cas inevitable passar-los a la posteritat pel mig de descripcions, dibuixos i gravats. | » |

 També va escriure al costat de Basilio Sebastián Castellanos de Losada la Galería Numismática Universal o Colección de monedas, medallas y bajo relieves antiguos y modernos.